# 증기 버스

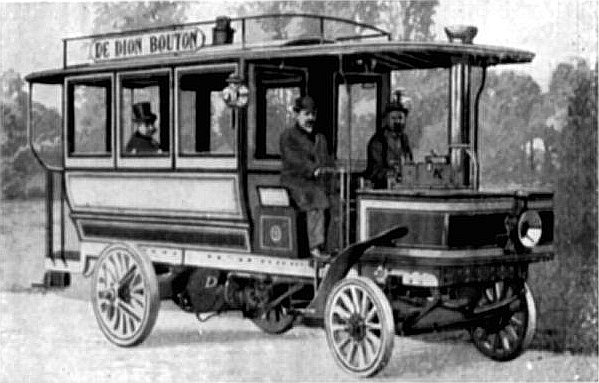
프랑스의 증기 버스

증기 버스는 증기기관으로 움직이는 버스이다. 초창기 증기 자동차는 증기 마차로 부르는 일이 더 흔했는데, 이는 버스뿐만아니라 다른 증기자동차도 함께 가리키는 말이었다.

## 역사

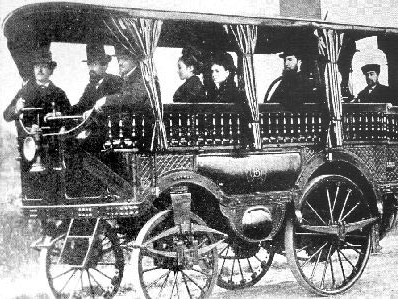
아메데 볼레가 발명한 로베이상트(L'Obéissante, 잘달리는 차), 1875년

### 1830년 - 1895년
1830년대에 들어 잉글랜드에서는 증기기관으로 작동되는 버스로 도시간 여객운송을 시작하였다. 증기 버스 사업의 선구자로는 월터 핸코크나 골드워시 거니와 같은 사람들이 있다. 사업이 성황을 이루자 마차 운송을 위협하기에 이르렀다. 증기 버스는 최대 4시간 동안 시속 24 마일(약 38.6 km)로 움직일 수 있었고 평균 운행 속도는 시속 12 마일이었기 때문에 말이 끄는 마차보다 더 빠르고 안정적인 운송 수단이었다. 운임 역시 마차에 비해 절반이나 삼분의 일 정도에 불과하였다. 증기 버스의 브레이크는 마차와 달리 급정지를 할 수 없었는데 도로 파손을 우려했기 때문으로 추정된다. 그러나 "증기 마차"가 도로를 파손한 건수는 전체 도로 파손의 삼분의 일 정도였는데, 보다 편안한 승차를 위해 폭이 넓은 타이어를 썼기 때문이다. 증기 마차보다는 말이 끄는 마차에 의한 도로 파손이 더 많았는데, 말발굽과 마차의 좁은 바퀴가 그 원인이었다. 말이 끄는 마차는 회전을 보다 원활하게 하기 위해 폭이 좁고 직경이 큰 바퀴를 사용하였다.
그러나 잉글랜드의 유료 도로를 관리하던 턴파이크 트러스트는 도로 파손 우려를 이유로 증기 버스에 대해 보다 많은 통행료를 징수했는데, 1830년대 당시 리버풀에서 프레스코트까지의 마차 통행료는 4 실링이었던데 반해 증기 버스의 통행료는 48 실링이었다., 게다가 1861년부터 시행된 동력차법은 증기 동력차에 대한 속도를 제한하여 시내 구간 시속 5 마일, 교외 구간에서도 시속 10 마일을 넘길 수 없었다.
적기조례로 유명한 1865년 시행된 동력차법은 속도 제한을 더욱 강화하여 증기버스의 운행 속도를 시내 구간에서는 시속 2 마일, 교외에서는 시속 4 마일 이내로 제한하였고, 버스에 앞서 별도의 신호수가 붉은 깃발을 흔들며 위험을 경고하도록 규제하였다. 또한 이 법은 지방자치단체에게 종류를 가리지 않고 운송수단의 운행 시간을 규제할 수 있는 권한을 부여하였다. 한편, 1879년 영국상무원(英國商務院, Board of Trade)에 의해 운행 면허를 취득한 증기 노면전차는 이 법에 저촉을 받지 않았다.
1881년 존 인쇼우가 영국 버밍검 애스턴에서 10명의 승객을 태우고 시속 12 마일을 낼 수 있는 증기 버스를 발명하였지만 법률 위반을 이유로 사업을 할 수 없었다.

### 1896년 - 1923년

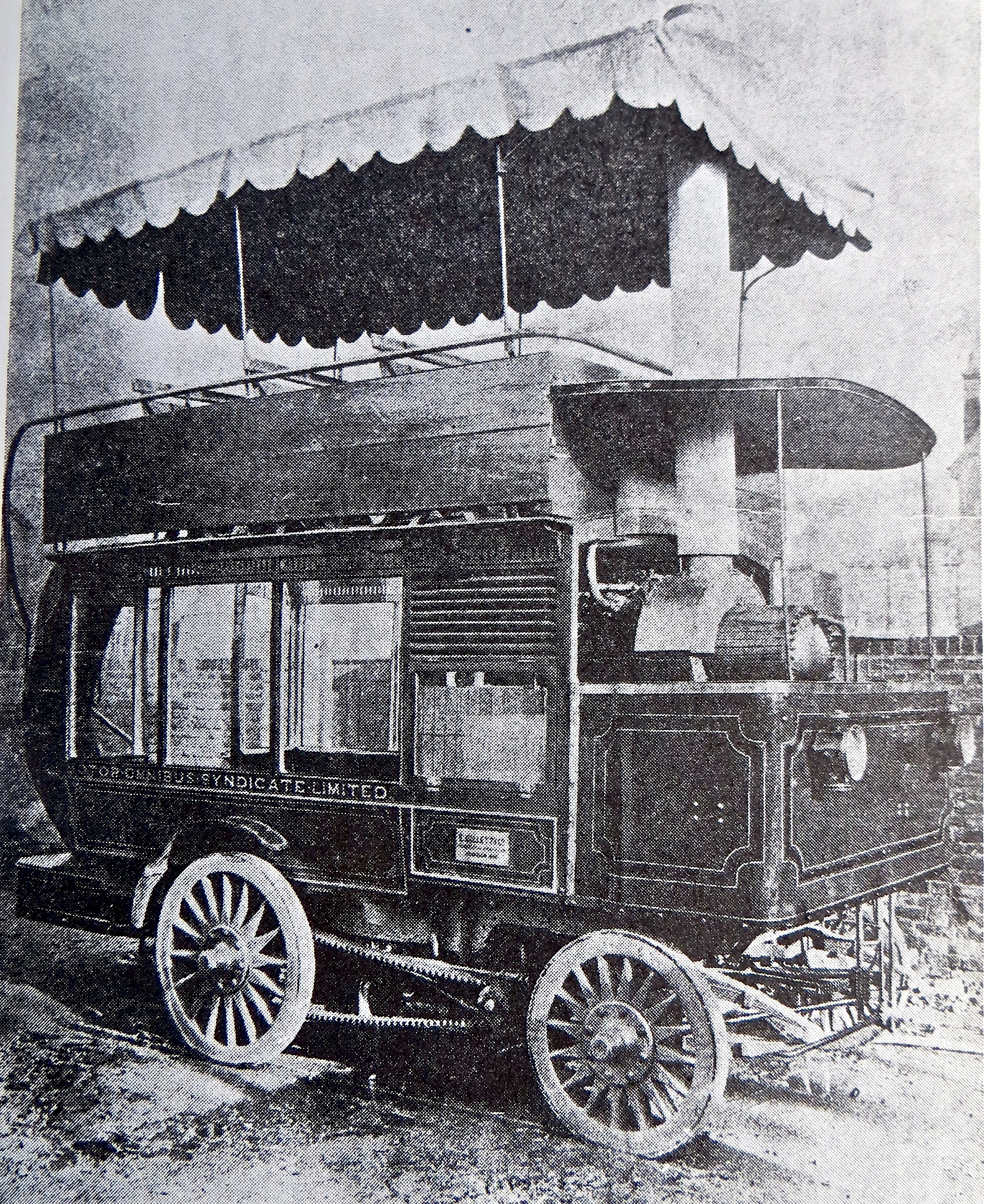
1899년 1월 21일 메트로폴리턴 경찰서에서 면허를 승인한 E. 질레트 앤 컴퍼니의 버스
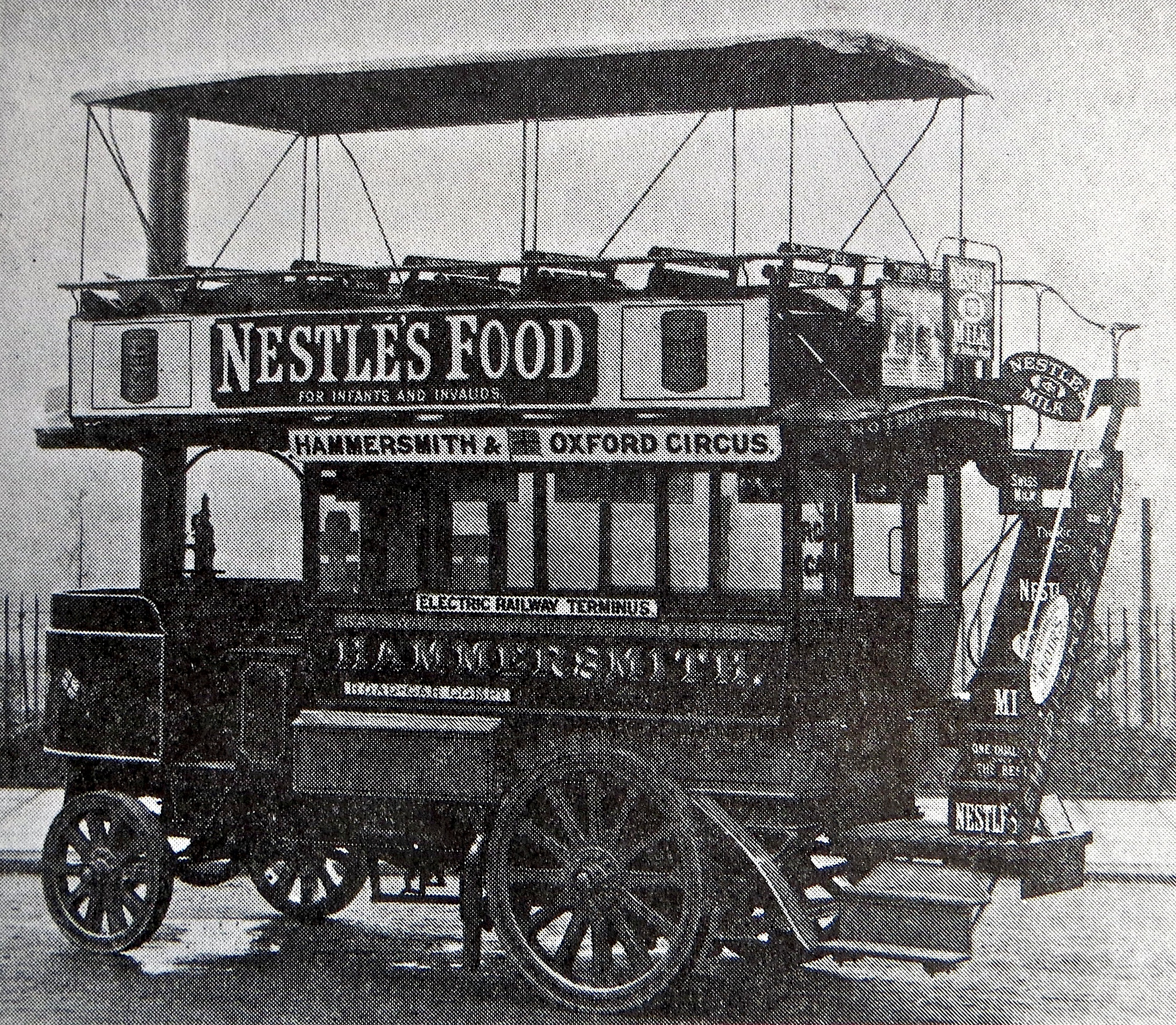
1902년 런던 로드-카 컴퍼니가 운행한 소니크로프트 사의 버스
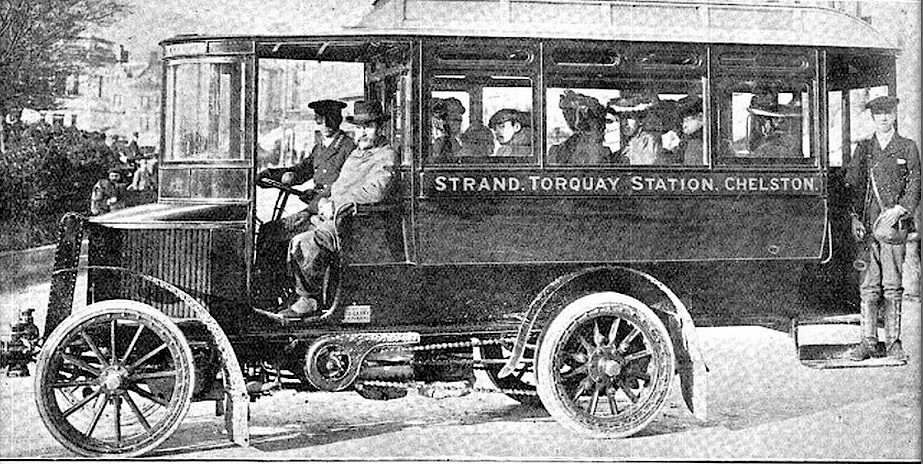
토키 앤 디스트릭트 모터 옴니버스 컴퍼니 리미티드가 1903년부터 운행한 14인승 첼름스포트 버스
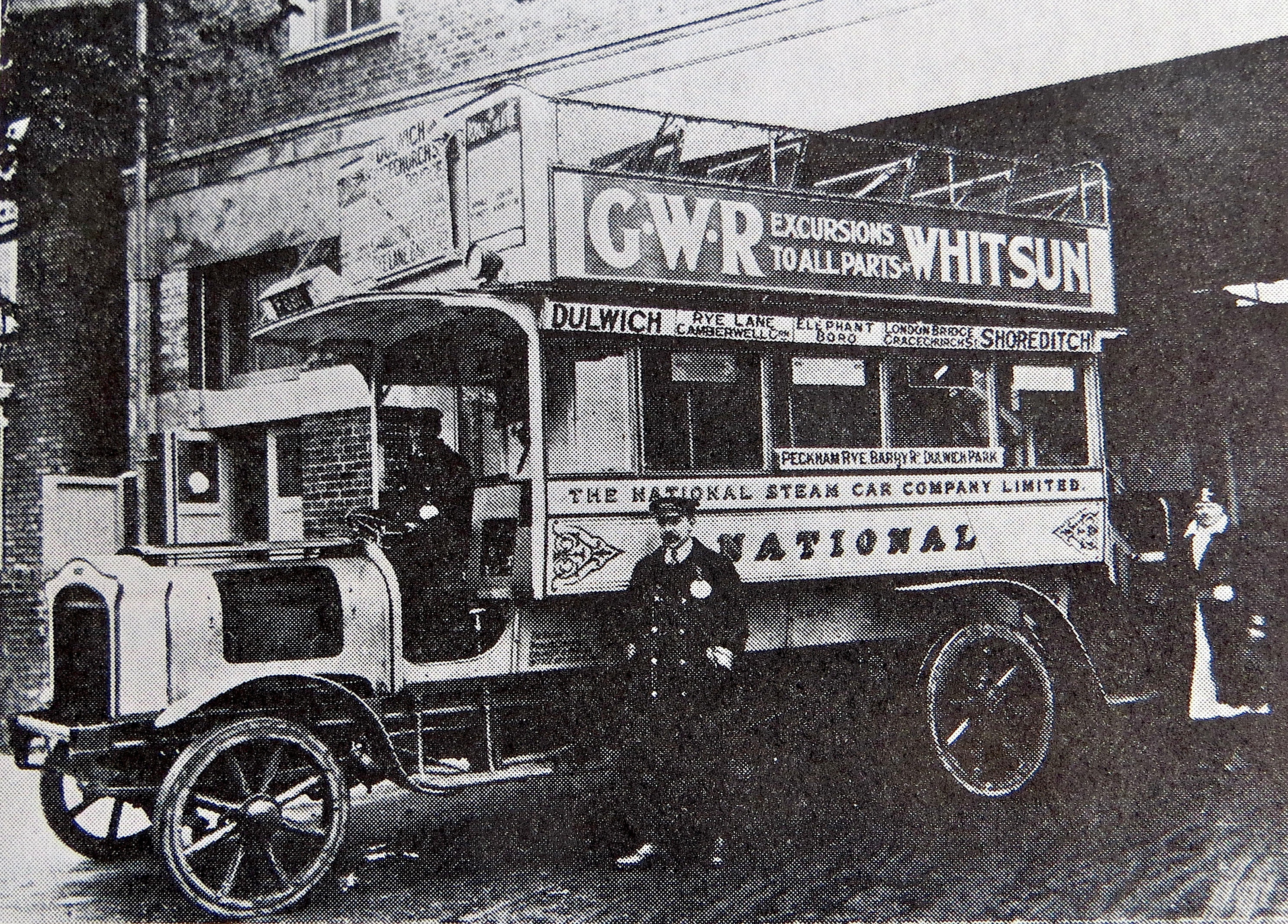
네셔널 스팀 카 컴퍼니가 1909년 11월 2일에서 1919년 11월 18일까지 운행한 증기 버스

1896년 적기조례가 폐지되자 증기 버스는 잉글랜드와 영국 제국 각지에서 다시 활황을 맞았다. 아일오브와이트주의 코우 시에서는 리퀴드 퓨엘 엔지니어링 컴퍼니(Liquid Fuel Engineering Co. - Lifu)가 1897년에서 1901년에 걸쳐 증기 버스를 생산하였다. 리퓨 버스는 1898년 1월 1일부터 맨스필드에서 운행하였고, 1899년에는 도버와 딜 사이 노선이 개통되었으며, 1898년과 1899년에는 잉글랜드 중부 남서부 연결 철도(Midland and South Western Junction Railway)의 페어포드와 시런세스터 연결 운송 수단으로 사용되었다.
1899년 하운즐로의 E. 질레트 앤 컴퍼니는 윗층에 14인 석을 둔 24인승 증기 버스의 면허를 취득하였으나 정규 운행을 하지는 못하였다. 1901년에는 영국 자동차 제조회사인 스트레이커-스콰이어(Straker-Squire)의 증기 버스가 포터리스 일렉트릭 트렉션 컴퍼니에 의해 운영되었다. 런던 로드 카 컴퍼니는 1902년부터 소니크로프트 사의 32인승 버스로 해머스미스 - 셰퍼드즈 부시 - 옥스퍼드 서커스 구간을 운행하였다. 토머스 클락슨은 1903년과 1905년 모터쇼에 물셤 공작소에서 제작한 증기 버스 "첼름스포드"를 전시하였다.
토키에서는 1903년에서 1923년까지 증기 버스가 운행되었다. 1903년 3월 첼름스포드 증기 버스가 토키 앤 디스트릭트 모터 옴니버스 컴퍼니 리미티드(Torquay & District Motor Omnibus Co Ltd)에 의해 시범 운행된 뒤 7월 23일 정식 노선이 승인되었다. 회사의 사업계획서에서는 "첼름포드 모터 옴니버스는 증기 기관으로 움직이며 토키 시의 특성에 비추어 중요한 점으로는 냄새와 소음, 진동에서 해방될 수 있다는 것"이라고 소개하고 있다. 운전자 2인과 12인의 승객을 합하여 14인승 단층 버스였던 첼름포드 증기 버스는 5월에 발주되어 8월에 제작이 완료되었으나 샐리스버리와 엑세터 사이의 진흙길에 빠져 꼼작할 수 없는 바람에 11월 2일이 되어서야 토키에 도착하였다. 운행 첫주의 승객은 2,828 명이었다. 1904년 1월에는 2 대의 증기 버스가 추가되었으며 1905년 부활절 즈음에는 8 대로 운행 대수가 늘었다. 마지막으로 증차된 3대는 20인승이었다. 토키에서 운행된 증기 버스는 2열의 수직 실린더 엔진을 장착하였고 증기 보일러의 압력은 150 - 250 psi이었다. 연료는 파라핀을 사용하였는데 1 겔론 당 3.8 마일의 연비를 보였다. 1904년 당시 운행 비용은 마일당 8.5 파운드로 윤활유 비용으로 0.2 파운드가 소요되었고, 인건비와 연료비로 5 파운드가 들었다. 나머지 3.3 파운드는 수리, 유지관리 등에 대한 비용이었다. 요금은 15분 정도 거리의 노선 두개에서는 1 파운드, 30분 정도의 다른 노선에서는 4 파운드였다. 운송사는 운행 첫 해에 7.5%의 배당금을 지급하였다. 1907년 4월 토키 노면전차가 도입되면서 토키 앤 디스트릭트는 증기 버스 전체를 웨스트 요크셔 로드 카 컴퍼니로 매각하였다. 주차장은 토키 로드 카 컴퍼니가 인수하여 6대의 새 첼름스포드를 구입하였다. 새 버스 사업자는 1908년 12월 24일 청산되었고 1909년 버스 3대를 웨일스의 바고드 모터 서비스 컴퍼니(이 버스를 구매하여 영업을 시작한 이슬윈 보러 트렌스포트(Islwyn Borough Transport)는 현재도 버스 사업을 하고 있다)에 매각하였다. 1911년 3월 28일 매각되지 않은 3대의 버스에 25인승 클락슨 타입 IV 증기 버스를 새로 구매한 코키-첼턴 스팀 카 컴퍼니 리미티드가 창업하여 1923년까지 운영되었다. 1923년 이후에는 도번 제네랄이 노선을 이어받았지만 증기 버스는 퇴출되고 휘발유를 사용한 내연기관 버스가 도입되었다.
런던의 경우 첼름스포드 증기 버스의 운명은 엇갈렸다. 단층 버스는 런던 제네럴 옴니버스 컴퍼니와 런던 로드-카 컴버니가 도입하였으나 1905년 퇴출되었는데 운영 비용이 맞지 않았기 때문이다. 그러나 이층 첼름스포드는 런던 로드-카에서 1905년 도입을 시작하였고 1909년에는 네셔널 스팀 카 컴퍼니 리미티드에서도 이층 첼름스포드를 런던에서 운행하기 시작했다. 1914년 네셔널 스팀의 운행 대수는 184대 이었지만, 1차대전 이후 휘발유 버스로 대체되기 시작하였다. 런던에서 증기 버스가 마지막으로 운행된 것은 1919년 11월 18일이었다.
첼름스포드 버스는 다른 여러 곳에서도 운행되었지만 그리 많은 수는 아니었다. 1905년 크루와 낸트위치에 이층 첼름스포드가 도입되었고 런던 앤 사우스 웨스턴 레일웨이가 2 대를 운영하였다. 인도에서도 운행되었는데 4 - 6대 가량의 첼름스포드가 뉴 사우스 웨일스 레일웨이스에 의해 1905년에 도입되었다. 시드니에서 차체를 제작한 것은 현지 거리에서 운행되었다.

### 1924년 - 현재

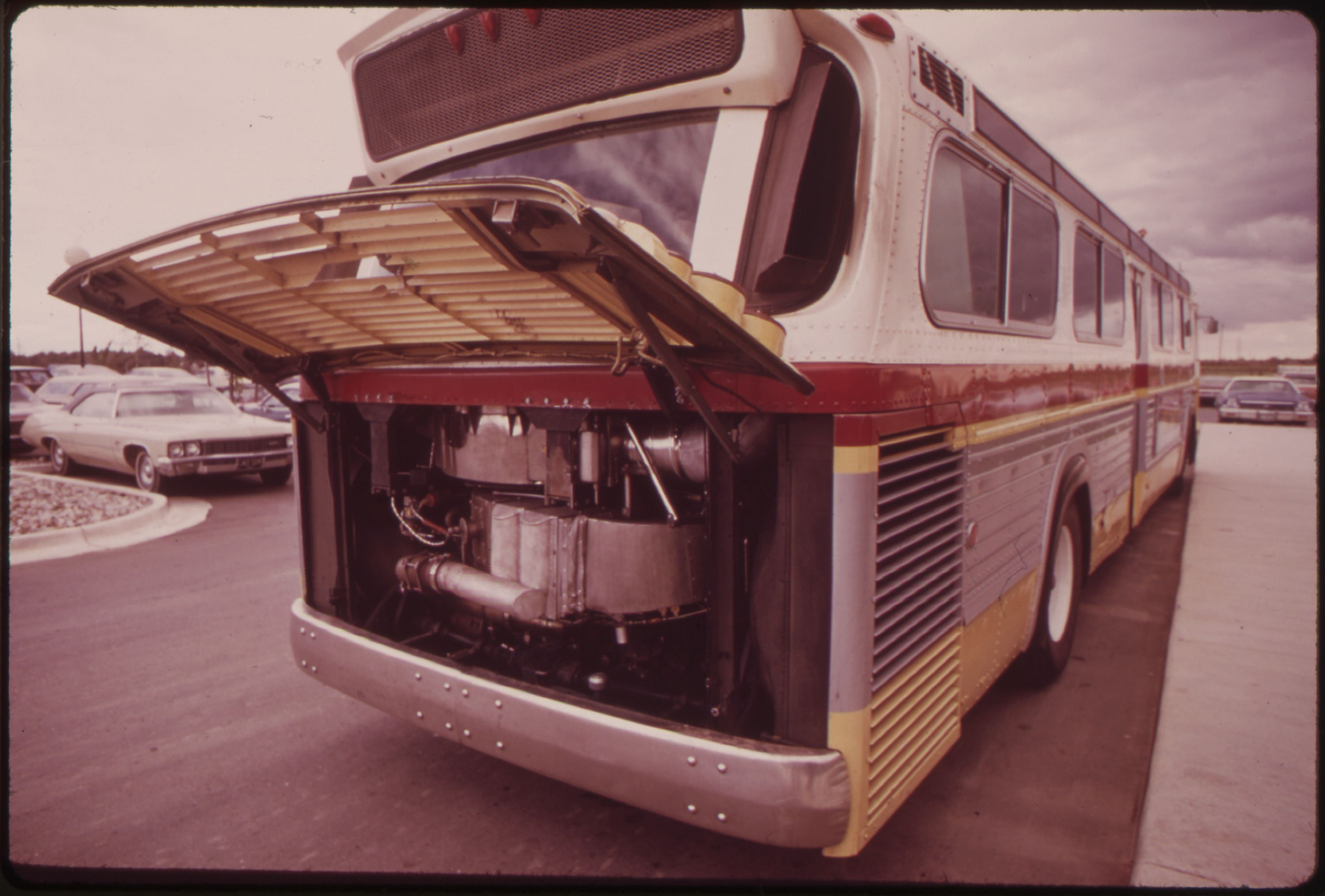
1972년 미시건에 전시된 리어 증기 버스

증기 노면 운송 수단은 1920년대 이후로도 종종 제작되었는데 연료로 가격이 휘발유에 비해 삼분의 일에 불과한 등유를 사용할 수 있었기 때문이었다. 게다가 초창기 휘발유 내연 기관은 폭발 위험과 같은 안전성 문제도 있었다. 이때문에 냉각시 시동 시간이 40초에 달하는 증기 기관이 여전히 사용되었다. 증기차 발명가 애브너 도블은 1931년 뉴질랜드의 에이 앤 지 프라이스의 기술 고문으로 고용되어 증기 버스 제작을 담당하였다. 오클랜드에서 제작된 차체가 너무 무거워 실패하였지만, 1932년 발간된 두 보고서에서는 여전히 개발 진행 중이라고 기록하고 있다.
캐나다 토론토의 브룩스 스팀 모터스는 1920년대에 증기 버스를 제작한 바 있고, 1972년 미국 발명가 빌 리어와 함께 현대적인 증기 버스를 개발하여 샌프란시스코에서 시범 운행하기도 하였다.

## 현행 노선
노스요크셔주의 휘트비에서 증기 버스 엘리자베스가 해변 구간을 운행하고 있다.

## 같이 보기
- 증기자동차
- 증기 기관